# Oro 183 (pera)
Oro 183, es el nombre de una variedad cultivar de pera europea Pyrus communis. Esta pera está cultivada en la colección de la Estación Experimental Aula Dei (Zaragoza). Esta pera también está cultivada en diversos viveros entre ellos algunos dedicados a conservación de árboles frutales en peligro de desaparición. Esta pera variedad muy antigua es originaria de España, en Calahorra (comunidad autónoma de La Rioja), y tuvo su mejor época de cultivo comercial antes de la década de 1960, y actualmente en menor medida aún se encuentra.

## Historia
En España 'Oro 183' está considerada incluida en las variedades locales autóctonas muy antiguas, cuyo cultivo se centraba en comarcas muy definidas. Se caracterizaban por su buena adaptación a sus ecosistemas y podrían tener interés genético en virtud de su adaptación. Se encontraban diseminadas por todas las regiones fruteras españolas, aunque eran especialmente frecuentes en la España húmeda. Estas se podían clasificar en dos subgrupos: de mesa y de cocina (aunque algunas tenían aptitud mixta).
'Oro 183' es una variedad clasificada como de mesa, se utiliza también en la cocina, difundido su cultivo en el pasado por los viveros comerciales y cuyo cultivo en la actualidad se ha reducido a huertos familiares y jardines privados.

## Características
El peral de la variedad 'Oro 183' tiene un vigor medio; florece a finales de abril; tubo del cáliz en embudo con conducto corto y estrecho.
La variedad de pera 'Oro 183' tiene un fruto de tamaño muy pequeño; forma turbinada breve o esferoidal, con el cuello corto, casi imperceptible, asimétrica, contorno irregularmente redondeado; piel semi-granulosa, poco brillante; color de fondo verde aceitunado claro, sin chapa, presenta un punteado muy menudo aureolado de verde, "russeting" (pardeamiento áspero superficial que presentan algunas variedades) débil; pedúnculo de longitud largo, fino, apenas engrosado en los extremos, casi recto, implantado generalmente oblicuo, rara vez derecho, cavidad peduncular nula o limitada a un pequeño repliegue a un lado de la base del pedúnculo, formando un pequeño mamelón en el lado opuesto; cavidad calicina superficial, irregular; ojo medio o grande, ligeramente prominente, abierto; sépalos triangulares, extendidos, base coriácea, unida y prominente.
Carne de color blanco crema; textura blanda; sabor alimonado, agradable, aunque soso; corazón pequeño, redondeado, mal delimitado. Eje abierto, estrecho. Celdillas pequeñas, elípticas. Semillas medias, elípticas, apuntadas en la inserción, deprimidas, de color castaño rojizo.
La pera 'Oro 183' tiene una maduración durante la tercera decena de junio (en E. E. Aula Dei de Zaragoza). Aguanta en buenas condiciones un mes de almacenamiento en un ambiente refrigerado. Se usa como pera de mesa fresca, y en cocina.